# Sárvári FC
A Sárvári Futball Club a magyarországi Sárvár városának első számú labdarúgó klubja. A felnőtt együttes jelenleg a Vas vármegyei első osztályban szerepel. A klub legnagyobb sikere a másodosztályú labdarúgó bajnokságban, az akkori NB1/B-ben való indulás lehetőségének kiharcolása 2000-ben. Legismertebb játékosai: Illés Béla és Stieber Zoltán.